# Grupa generała Władysława Jędrzejewskiego
Grupa generała Władysława Jędrzejewskiego – związek taktyczny Wojska Polskiego z okresu wojny polsko-bolszewickiej.

## Struktura organizacyjna
4 lipca 1920 grupa stanowiła prawe skrzydło 1 Armii, a jej skład był następujący:
- 7 Brygada Rezerwowa
- IX Brygada Piechoty

Skład 20 lipca 1920:
- dowództwo grupy
- 17 Dywizja Piechoty
- 1 Dywizja Litewsko-Białoruska
- III batalion słuckiego pułku piechoty

## Obsada personalna grupy
| Obsada personalna Grupy Operacyjnej gen. Jędrzejewskiego |                                                 |
| Stanowisko                                               | Stopień, imię i nazwisko                        |
| Dowódca                                                  | gen. por. Władysław Jędrzejewski                |
| Szef sztabu                                              | mjr/ppłk szt. gen. Włodzimierz Tyszkiewicz      |
| Adiutant                                                 | ppor. Wiktor Otton Stabrowski                   |
| Oddział I (organizacyjny)                                |                                                 |
| Szef                                                     | kpt. ad. szt. Mirosław Kalinka                  |
| Oficer oddziału                                          | kpt. Lucjan Trzebiński                          |
| Oficer oddziału                                          | ppor. Józef Bauer                               |
| Oficer oddziału                                          | ppor. Tadeusz Wojtoń                            |
| Oddział II (informacyjny)                                |                                                 |
| Szef                                                     | por. Stanisław Neuman                           |
| Oficer oddziału                                          | ppor. Marian Naglicki                           |
| Oficer oddziału                                          | ppor. dr Stanisław Vincenz                      |
| Oficer oddziału                                          | ppor. Stefan Wardzyński                         |
| Oficer oddziału                                          | ppor. Stanisław Wołowski                        |
| Oddział III (operacyjny)                                 |                                                 |
| Szef                                                     | kpt. szt. gen. Fryderyk Maiły                   |
| Oficer oddziału                                          | por. Felicjan Sterba                            |
| Oficer oddziału                                          | por, Wiktor Siemieński                          |
| Oficer oddziału                                          | ppor. p. d. szt. gen. Remigiusz Adam Grocholski |
| Oddział IV (etapowy)                                     |                                                 |
| Szef                                                     | kpt. ad. szt. Edmund Szt ark vel Stark          |
| Referent uzbrojenia                                      | por. Tadeusz Dąbrowski                          |
| Referent taborów i koni                                  | por. Stanisław Praun                            |
| Referent samochodowy                                     | por. inż. Paweł Gryniewicz                      |
| Kierownik sekcji I ogólnej                               | ppor. Wiktor Klein                              |
| Oddział V (personalny)                                   |                                                 |
| Szef                                                     | kpt. Jan Duch                                   |
| Oficer oddziału                                          | por. Romuald Mossoczy                           |
| Oficer oddziału                                          | ppor. Stanisław Matusiak                        |
| Oficer oddziału                                          | ppor./por. Stefan Petry                         |
| Oficer oddziału                                          | ppor. Hugon Paweł Santi                         |
| Oficer oddziału                                          | ppor. Kazimierz Sołtysik                        |
| Szef łączności                                           | kpt. Zygmunt Grudziński                         |
| Adiutant                                                 | ppor. Jerzy Stachiewicz                         |
| Oficer telegrafii i telefonii                            | ppor. Józef Mościcki                            |
| Szef radiotelegrafii                                     | ppor. Władysław Gaweł                           |
| Kierownik kancelarii                                     | sierż. sztab. Józef Kazio                       |
| Referent techniczny                                      | kpt. inż. Stanisław Kowalski                    |
| Oficer referatu                                          | kpt. Herman Kaleta                              |
| Szef intendentury                                        | mjr int. Seweryn Lang                           |
| Szef sanitarny                                           | ppłk lek. dr Aleksander Domaszewicz             |
| Zastępca                                                 | ppłk lek. dr Józef Wojciech Topolnicki          |
| Szef weterynarii                                         | mjr lek. wet. Leon Jarosz                       |
| Duszpasterstwo                                           | ks. ppłk dr Jan Idee                            |
| Szef referatu sądowo prawnego                            | kpt. KS Michał Małek                            |
| Dowódca żandarmerii polowej                              | kpt. Kazimierz Koczorowski                      |
| Zastępca                                                 | ppor. Stanisław Raut                            |
| Oficer kasowy                                            | por. Leonard Czuberski                          |
| Oficer prowiantowy                                       | ppor. Rafał Piotrowski                          |
| Dowódca kompanii sztabowej                               | ppor. Adam Markowski                            |
| Dowódca plutonu                                          | ppor. Ryszard Klauziński                        |
| Dowódca plutonu taborów                                  | pchor. Aleksander Csadek                        |